# Monumento a Giacomo Matteotti (Colfontaine)
Il Monumento a Giacomo Matteotti è una scultura di War van Asten (1888-1958) che sorge a Colfontaine in Belgio, realizzata in ricordo di Giacomo Matteotti.

## Descrizione
È posto all'aperto nella frazione di Wasmes.
Realizzato in stile Art Nouveau, raffigura un cuore fiammeggiante su un'ara con ai lati due figure oranti (una maschile e una femminile) ed è presente l'iscrizione «Questo cuore ardente batteva per te, o libertà» in tre lingue (francese, olandese e italiano); nella parte inferiore è presente un tondo con il profilo di Matteotti.

## Storia
Nel luglio 1927 Emile Vandervelde annunciò l'inaugurazione a Bruxelles di un monumento a Matteotti, assassinato a Roma nel 1924; Benito Mussolini richiamò a Roma l'ambasciatore italiano in Belgio, Lazzaro Negrotto Cambiaso.
Il monumento fu inaugurato l'11 settembre 1927 alla presenza di rappresentanti di diverse nazioni (compresi Giuseppe Emanuele Modigliani, Filippo Turati e Claudio Treves) nella Sala Bianca (Salle Blanche) della Casa del Popolo di Bruxelles.